# Septembre 2009

## Faits marquants
- 11 septembre : Mort de Gertrude Baines.
- 13 septembre : Catch : Breaking Point 2009.
- 14 septembre :
  - Inauguration de la bibliothèque universitaire Jean Dausset à Bobigny.
  - Mort de Patrick Swayze.
- 16 septembre : Renouvellement du mandat de José Manuel Barroso comme président de la Commission européenne.
- 19 septembre : Journée du logiciel libre.
- 24 septembre : ouverture du G20 à Pittsburgh.
- 27 septembre : Élections législatives au Bundestag allemand.
- 28 septembre : Massacre dans le grand stade de Conakry.
- 29 septembre : Un séisme de magnitude 8 sur l'échelle de Richter frappe les îles Samoa, déclenchant un tsunami qui fait plusieurs dizaines de morts.
- 30 septembre : en Indonésie, un séisme de magnitude 7,6 frappe la région de Padang, sur l'île de Sumatra.
- 30 septembre : Fermeture du site français de Disney's Toontown Online.